# Fermí Palau i Casellas
Fermí Palau i Casellas (Albesa, Noguera, 26 d'octubre de 1894 - Torrefarrera, Segrià, 1966) fou un mestre, polític i poeta català.
Va exercir com a mestre al Liceu Escolar de Lleida, a Alcoletge i a Vilanova i la Geltrú, i també com a director del grup escolar Joaquín Dicenta a Madrid. Va ser militant de Joventut Republicana de Lleida, arribant a ser secretari del president Francesc Macià, qui li va oferir la Conselleria de Cultura de la Generalitat de Catalunya, a la que renuncia per seguir-se dedicant a la docència.
La Guerra Civil fa que el 23 de gener de 1939 s'exiliï durant vint anys, juntament amb la seva dona, Ramona Siurana, i el seu fill Fermí, de nou anys.
Va obtenir el títol de Mestre en Gai Saber de poesia, havent guanyat cinc Flors Naturals (Balaguer, 1921; Artesa de Segre, 1923; Manresa, 1930; Lleida, 1932 i Perpinyà, 1951) i diversos accèssits.

## Obra

### Novel·la
- L'Ernest[5]
- Maria del Dolors
- La gitana rossa
- Aurora Fabregat
- L'any té tretze mesos

### Poesia
- Batecs
- Neguits -Pages-[6]
- Calius, de la brega amorosa
- Pomes de l'Amada (conté la partitura premiada amb un accèssit a l'Englantina d'or als Jocs Florals de Barcelona de 1929)

Poemes presentats als Jocs Florals de Barcelona
| - Imprecació al monstre, 1920 - Sospirs de l'horta, 1922 - De l'eterna primavera, 1922 - Evocació patriòtica, 1922 - Cant a la Pàtria, 1923 - El riure de l'ametller, 1923 i 1924 - A l'amada Morta, 1924 - El pelegrí i el donzell, 1924 - Nit de Sant Joan, 1924 - Amor-neguit, 1924 - Diga'm d'on i quan vindràs, 1924 - Retorn, 1924 i 1926 - La veu de la vida eterna, 1924 i 1926 - De la claror del viure, 1926 - Rosalía, 1926 - Sóc un pelegrí..., 1926 - Al llom del meu corcer, 1926 - Suprema follia, 1927 - Poblet, 1927 - Cançó de la inquietud, 1927 - El meu poble, 1928 | - Els nostres homes, 1928 - Fruites, 1928 - Cor de donzella, 1928 - La Rambla. Cor de Barcelona, 1928 - Mots del creient, 1928 - Llum de l'horta, 1928 - La jove de la masia, 1928 i 1930 - El poble natal, 1929, 2n accèssit a l'Englantina d'or - Les dolces visions, 1929 - Quatre clixés, 1929 - Cançó de Març, 1929 - Els íntims neguits, 1930 - Terra nostra, 1930 - El temple en runes, 1930 - Oda a Barcelona, 1930 - Recó pairal, 1930, 1932 i 1934 - El Maig és com un clavell, 1931 - Quatre flames, 1931 - L'església oblidada, 1931 - L'amorós recer, 1931 - Hores de neguit, 1932 |